# Liste des évêques de Knoxville
Liste des évêques de Knoxville
Le diocèse de Knoxville (Dioecesis Knoxvillensis) est créé le 27 mai 1988, par détachement de celui de Nashville.

## Sont évêques
- 27 mai 1988-12 novembre 1998 : Anthony O’Connell (Anthony Joseph O’Connell)
- 26 octobre 1999-12 juin 2007 : Joseph Kurtz (Joseph Edward Kurtz)
- 12 juin 2007-12 janvier 2009 : siège vacant
- depuis le 12 janvier 2009 : Richard Stika (Richard Frank Stika)

## Sources
- L'ANNUAIRE PONTIFICAL, sur le site http://www.catholic-hierarchy.org, à la page